# Exocentrus collarti
Exocentrus collarti är en skalbaggsart som beskrevs av Stefan von Breuning 1958. Exocentrus collarti ingår i släktet Exocentrus och familjen långhorningar. Inga underarter finns listade i Catalogue of Life.